# Karl Gustav Düker

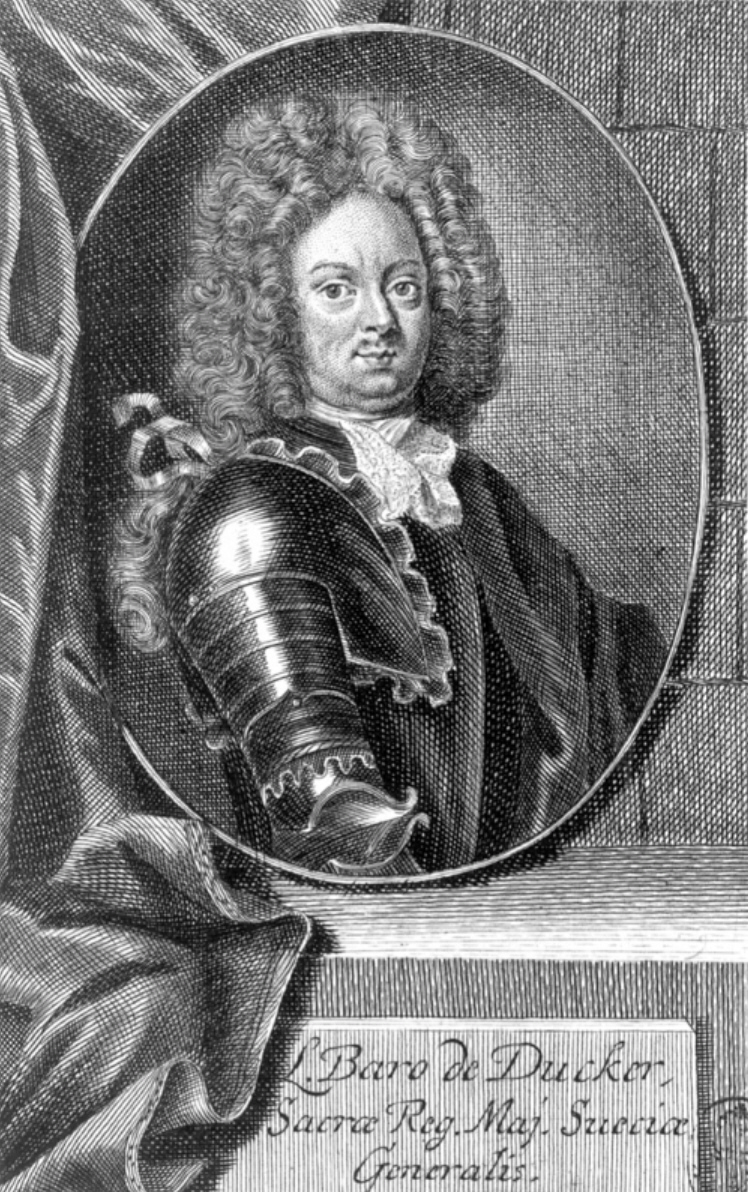
Karl Gustav Düker

Karl Gustav Düker seit 1711 Freiherr, seit 1719 Graf, (auch Carl Gustaf Dücker; * 1663 oder 22. April 1671 in Meyris, Livland; † 3. Juli 1732 in Stockholm) war ein schwedischer Feldmarschall, Generalgouverneur von Livland und Präsident des schwedischen Kriegskollegiums.

## Leben
Karl Gustav Düker stammte aus der deutsch-baltischen adeligen Familie Dücker. Er ging zunächst in französische Dienste, trat aber beim Ausbruch des Nordischen Krieges als Generaladjutant des Königs Karl XII. in die schwedische Armee ein. In der Schlacht von Narva 1700 wurde Düker verwundet. 1704 nahm er an der erfolgreichen Erstürmung von Lemberg teil und schlug 1706 die Russen unter General Bauer bei Wilna. Am 13. Oktober 1707 heiratete er die Fürstin Theodora de Kozielska-Oginska. Nach der Schlacht bei Poltawa 1709 geriet er in Kriegsgefangenschaft, gelangte jedoch bald wieder auf freien Fuß. 1710 befehligte er unter General Magnus Stenbock in der Schlacht bei Helsingborg gegen die Dänen und erhielt 1712 das Kommando über die zur Verstärkung der Besatzung von Stralsund abgesandten Truppen. Von hier aus unternahm Düker erfolgreiche Streifzüge und nahm unter Stenbocks Oberbefehl an den Schlachten von Damgarten gegen die Sachsen und bei Gadebusch gegen die Dänen teil.
Düker war Kommandant von Stralsund, als König Karl XII. nach seinem abenteuerlichen Ritt aus dem Osmanischen Reich am 22. November 1714 dort anlangte. Er verteidigte die Festung während der Belagerung von Stralsund unter dem Oberbefehl des Königs, bis er sich am 23. Dezember 1715 den Alliierten ergeben musste. Düker kehrte nach Schweden zurück und erhielt den Oberbefehl über alle gegen Norwegen stehenden Truppen. Nach dem Tode des Königs Karl XII. 1718 trat er für die Thronfolge der jüngeren Schwester Karls, Ulrike Eleonore, ein. Er wurde bald darauf zum Feldmarschall ernannt und in den Grafenstand erhoben, als solcher war er bis zum Frieden von Nystad der letzte schwedische Generalgouverneur von Livland.
Seine Gattin Theodora (* 30. Juli 1692) starb bereits am 9. September 1719 in Altona. Ihr Leichnam wurde in der Krypta der St. Josephskirche auf der Großen Freiheit beigesetzt. An sie erinnert eine von Düker gestiftete Bronzetafel. 1720 heiratete er in zweiter Ehe die Hedvig Wilhelmina Oxenstierna af Korsholm och Wasa (1682–1758).
Carl Gustaf Düker starb am 3. Juli 1732 in Stockholm als Präsident des Kriegskollegiums und wurde in der Riddarholmskyrkan im Erbbegräbnis der Familie Wasa beigesetzt.
Er wurde am 12. Juli 1711 (ohne Introduction) als Freiherr zu Säby in den schwedischen Freiherrenstand und am 17. April 1719 (introduciert sub Nr. 61) als Graf zu Jacobsberg in den schwedischen Grafenstand gehoben.